# 2394 Nadeev
2394 Nadeev (1973 SZ2) là một tiểu hành tinh vành đai chính được phát hiện ngày 22 tháng 9 năm 1973 bởi N. Chernykh ở Nauchnyj.